# Benqué
Benqué è un ex comune francese di 73 abitanti situato nel dipartimento degli Alti Pirenei nella regione dell'Occitania. Dal 1º gennaio 2017 il comune di Benqué è stato accorpato a quello di Molère per formare il nuovo comune di Benqué-Molère del quale è comune ddelegato.

## Società

### Evoluzione demografica
Abitanti censiti